# Nyctibatrachus vrijeuni
Nyctibatrachus vrijeuni es una especie de anfibio anuro de la familia Nyctibatrachidae.

## Distribución geográfica
Esta especie es endémica de los Ghats occidentales en la India. Se encuentra en Tamil Nadu y Kerala.